# SC 04 Tuttlingen
Der SC 04 Tuttlingen ist ein Sportverein aus Tuttlingen und der höchstklassige Fußballverein der Kreisstadt.

## Geschichte

### FC 08 Tuttlingen
1908 wurde der erste reine Fußballverein in Tuttlingen als FC 08 Tuttlingen gegründet. Die Vereinsfarben waren schwarz und weiß. Der Verein hatte die größte Erfolge in den 1960er und 1970er Jahren. Ein Spieler dieser Zeit war Rudolf Brunnenmeier. In der Saison 1966/67 wurde der Verein Meister in der damals drittklassigen 1. Amateurliga Schwarzwald-Bodensee.

### TV Jahn Tuttlingen
Der Turnverein Jahn Tuttlingen wurde 1901 gegründet. Die Fußballabteilung des TV Jahn zog beim WFV-Pokal 1957/58 ins Achtelfinale ein. Seine Farben waren die Tuttlingen Stadtfarben Blau und Gelb.

### Gründung
Um die Leistung der beiden Sportvereine zu bündeln wurde 2004 der Sport-Club 04 Tuttlingen gegründet. Die Lizenzen wurden vom FC 08 Tuttlingen übernommen.

## Verein

### Abteilungen
Der Verein bietet die Sportarten Fußball (Herren, Damen, Jugend, AH), Futsal, Gymnastik, Leichtathletik und eine Herzsportgruppe an.

### Sportkonzept
2008 wurde beschlossen die sportlichen Aktivitäten des Vereins systematisch und nachhaltig zu steuern. Das Konzept besteht aus den fünf Säulen Sportliche Ziele, Verhaltensleitbild, Spielphilosophie, Ausbildungskonzeption und Erfolgsfaktoren der Konzeptumsetzung.

## Erfolge
Meisterschaft
- Meister der 1. Amateurliga Schwarzwald-Bodensee 1966/67

## Bekannte Spieler
- Rudolf Brunnenmeier (1941–2003)
- Bernhard Braun (1929–2009)

## Stadion
Der SC 04 Tuttlingen spielt seit seiner Gründung im Donaustadion in Tuttlingen. Das Stadion liegt direkt an der namensgebenden Donau am Stadtrand von Tuttlingen in Richtung Nendingen. Das Stadion ist teilweise überdacht und bietet etwa 9000 Zuschauern Platz. 1997 fand dort ein Freundschaftsspiel zwischen dem FC Bayern München und Fenerbahçe Istanbul statt.